# Contrary Head
Contrary Head är en udde på Isle of Man. Den ligger i den västra delen av Isle of Man, 18 km väster om huvudstaden Douglas.